# Trematodon mirabilis
Trematodon mirabilis är en bladmossart som beskrevs av Brotherus 1900. Trematodon mirabilis ingår i släktet tranmossor, och familjen Bruchiaceae. Inga underarter finns listade i Catalogue of Life.